# باس داکت
در شبکه توزیع برق، یک باس داکت (انگلیسی: Bus duct) یا باس وی، یک کانال ورق فلزی از جنس مس یا آلومینیوم می‌باشد که می‌تواند جریان الکتریکی قابل توجهی را از خود عبور دهد. باس داکت، یک روش جایگزین برای هدایت الکتریکی توسط کابل برق است.
باس داکت ها در انواع فشار ضعیف [LV] و فشار متوسط [MV] ساخته می سوند